# 817
817 (DCCCXVII) fue un año común comenzado en jueves del calendario juliano, en vigor en aquella fecha.

## Acontecimientos

### En Europa
- Ludovico Pío, emperador carolingio, divide su imperio entre sus hijos Lotario I y Luis el Germánico.
- Pascual I es elegido papa.
- Grimoaldo IV de Benevento es asesinado. Le sucede Sico I.
- Final del asedio búlgaro a Constantinopla.

## Fallecimientos
- 24 de enero - Esteban IV, papa.
- Li He, escritor chino.
- Grimoaldo IV de Benevento